# Среднеаргунск
Среднеаргунск — село на юге Краснокаменского района Забайкальского края России, на берегу реки Аргунь.
Имеются: школа, детский сад, клуб, библиотека, фельдшерско-акушерский пункт. Основное занятие жителей – сельскохозяйственное производство в коллективном (совхоз «Аргунь») и личных подсобных хозяйствах.
Население — 232 чел. (2021).

## Расположение
Находится на юге Краснокаменского района Забайкальского края в 60 км от города Краснокаменска. Расположено на берегу реки Аргунь.

## История
Первыми поселенцами в начале XX века были приаргунские казаки. В 1924 создан Верхнеаргунский сельский Совет, в 1929 – сельскохозяйственная коммуна. В 1932 организован колхоз «На страже». В 1955 сельский Совет переименован в Среднеаргунский. К 1975 хозяйство реорганизовано в колхоз  «Аргунь», в 1981 – в совхоз. В 1986 по итогам 11-й пятилетки совхоз награждён переходящим Красным Знаменем ЦК КПСС и СМ СССР. В 1989 население – 718 чел., в 2002 – 449.

## Население
| 1989 | 2002 | 2003 | 2010 | 2021 |
| ---- | ---- | ---- | ---- | ---- |
| 718  | ↘449 | ↗450 | ↘322 | ↘232 |

## Достопримечательности
В окрестности села расположено средневековое городище Среднеаргунское.